# 横山党
横山党（よこやまとう）は、平安時代後期から鎌倉時代にかけて、武蔵国多摩郡（現・東京都八王子市）横山荘を中心として、武蔵国（大里郡・比企郡 - 橘樹郡）および相模国北部に割拠した同族的武士団である。武蔵七党の一つ。武蔵七党系図の筆頭。有名人としては、中条家長（初代評定衆として御成敗式目の策定に関与）や愛甲季隆（弓の名手。畠山重忠を討ち取る）、横山時兼（正治2年）（淡路国の守護）などが居る。時兼の叔母は鎌倉幕府侍所別当の和田義盛の妻、妹は和田義盛の長男常盛の妻であった。建暦3年（1213年）和田義盛と執権北条義時とが対峙した和田合戦で姻戚関係にあった和田氏に与したが敗れ衰退した。なお猪俣党も一族であり、横山義隆の弟の時資（またはその子時範）が猪俣となった。

## 出自
多くの文献から、小野篁の後裔とされている。
戦国時代では照手姫伝説にも横山姓の豪族が登場している。
武蔵国多摩郡横山（現・東京都八王子市元横山町）を本拠として横山姓を称したとされる。当時「横山」とは多摩丘陵を指し、『万葉集』に「多摩の横山」と詠われている。ここは武蔵の国府周辺であって、由比牧、小野牧との関連があった。前九年の役を境にして、武蔵の北部熊谷市より本庄市にいたる条里地域に面する台地の縁辺に移り、一族が繁栄する。荒川の扇状地上であるから条里の崩壊も少なく、生産的にみても最良の地である。

## 歴史

### 平安時代
- 924年（延長2年）、小野氏が武蔵守として着任した際、石清水八幡宮を勧請して、八幡八雲神社を建立した。
- 1113年（天永4年）、愛甲内記太郎の殺害事件により追討を受ける。源為義に服属する。
- 1156年（保元元年）の保元の乱および1159年（平治元年）の平治の乱では、源義朝麾下（畠山氏に従属との説もあり）に従軍し活躍した。

### 鎌倉時代
- 『平家物語』によると、治承・寿永の乱でも活躍し、小野成綱は尾張守護に補任された。
- 源頼朝が鎌倉幕府を開くと、横山党の横山時広は軍功により横山荘の所領を安堵された。
- 1213年（建暦3年）和田合戦で、姻戚関係にあった和田義盛に加勢したが和田氏と共に敗れ横山時兼とその一党は、その後横山党としては歴史の表舞台から消える。横山党本拠地であった横山荘は大江広元に与えられた。なお、横山氏末裔として、横山氏居館のあった八王子市八幡八雲神社に並ぶ妙薬寺（みょうやくじ）には、 横山将監小野秀綱の供養塔がある（妙薬寺縁起）。この宝篋印塔は永禄3年（1560年）に造立されたもので、東京都指定旧跡となっている。
- 1214年（建保2年）、大江広元は横山党の始祖横山義孝を祀った横山神社を八幡八雲神社の境内に創建した。
- 1221年（承久3年）、承久の乱で院側についた小野成綱の子尾張守護小野盛綱は、乱後逃亡し守護職を没収された。
- 小野盛綱逐電後、跡職に中条家長が就いたといい、1225年評定衆に抜擢される。中条氏繁栄の礎を築いた。

## 横山党の諸氏
横山、椚田、海老名、野部（野辺、矢部）、藍原（相原、粟飯原）、淵辺（淵野辺）、平子（現在は三浦氏族とする説が有力）、山崎、鳴瀬(成瀬)、古郡、小倉、由木、室伏、大串、千与宇、伊平、樫井、古市、田屋、八国府、山口、愛甲、小子、平山、石川、古沢、小野、古庄、中村、大貫、田名、小沢、小俣、本間、中野、成田、中条、横瀬氏（由良氏、新田氏と自称）、小山など。
安田元久は横山党の分家の多さから横山党が強勢を誇っていたものと推測している。

## 系譜
女子については系図に記さないが、秩父氏や波多野氏、梶原氏や和田氏、渋谷氏、村上源氏で相模守源有兼との通婚関係がみられる。
横山隆兼の娘は秩父重弘の妻となり畠山重能・小山田有重を産む。さらに隆兼の孫娘のうち一人は三浦一族の和田義盛、一人は高座渋谷の渋谷高重の妻となった。
（秩父氏を参照）